# 1177 Gonnessia
Az 1177 Gonnessia (ideiglenes jelöléssel 1930 WA) egy kisbolygó a Naprendszerben. Louis Boyer fedezte fel 1930. november 24-én, Algírban.